# Storting
O Parlamento da Noruega (norueguês: Stortinget; lit. Grande Assembleia ou Grande Conselho) é o poder legislativo unicameral da Noruega. Possui 169 membros, eleitos a cada quatro anos pelo sistema de representação proporcional  de lista flexível. O parlamento é liderado pelo presidium, grupo constituído por um presidente e cinco vice-presidentes.

## Grupos parlamentares

### Legislatura 2017-2021
| Partido | Partido                        | Ideologia              | Espectro         | Mandatos |
| ------- | ------------------------------ | ---------------------- | ---------------- | -------- |
|         | Partido Conservador            | Conservadorismo        | Centro-direita   | 45 / 169 |
|         | Partido Trabalhista            | Social-democracia      | Centro-esquerda  | 45 / 169 |
|         | Partido do Progresso           | Populismo de direita   | Direita          | 27 / 169 |
|         | Partido do Centro              | Agrarianismo           | Centro           | 19 / 169 |
|         | Partido da Esquerda Socialista | Socialismo democrático | Esquerda         | 11 / 169 |
|         | Partido Liberal                | Liberalismo            | Centro           | 8 / 169  |
|         | Partido Democrata Cristão      | Democracia cristã      | Centro           | 8 / 169  |
|         | Partido Verde                  | Ambientalismo          | Centro-esquerda  | 1 / 169  |
|         | Partido Vermelho               | Comunismo              | Extrema-esquerda | 1 / 169  |

## Composição
Até 2009, os membros da Storting elegiam 40 deputados para formar uma câmara alta, a Lagting - cuja tarefa é examinar e modificar os projetos de lei -, enquanto os demais membros formavam a câmara baixa, a Odelsting.

### Praesidium
O praesidium é composto por um presidente (eleito para um mandato de um ano) e cinco vice-presidentes.
| Cargo                    | Nome                   | Partido                 |
| ------------------------ | ---------------------- | ----------------------- |
| Presidente               | Olemic Thommessen      | Partido Conservador     |
| Primeiro vice-presidente | Marit Nybakk           | Partido Trabalhista     |
| Segundo vice-presidente  | Kenneth Svendsen       | Partido do Progresso    |
| Terceiro vice-presidente | Svein Roald Hansen     | Partido Trabalhista     |
| Quarto vice-presidente   | Ingjerd Schou          | Partido Conservador     |
| Quinto vice-presidente   | Line Henriette Hjemdal | Partido Popular Cristão |